# 동성직업전문학교
동성직업전문학교(Dongsung Vocational Institute)는 경기도 수원시에 소재한 대한민국의 직업전문학교이다.

## 연혁
- 1986년 9월 16일: 동수원기술학원 설립
- 1999년 1월: 동성직업전문학교로 개편

## 교육편제
다음은 2019년 기준 동성직업전문학교의 교육 과정 일람이다.
- 컴퓨터응용설계학과
- 컴퓨터응용가공학과
- 실내건축디자인학과
- 조경학과
- 도시농업학과
- 스마트전기시스템학과
- 영상콘텐츠학과